# Hlubocké hráze
Hlubocké hráze este o arie protejată (arie specială de conservare — SAC, sit de importanță comunitară — SCI) din Republica Cehă întinsă pe o suprafață de 67,79 ha, integral pe uscat.

## Localizare
Centrul sitului Hlubocké hráze este situat la coordonatele 49°02′55″N 14°26′31″E / 49.048611°N 14.441944°E.

## Înființare
Situl Hlubocké hráze a fost declarat sit de importanță comunitară în aprilie 2005 pentru a proteja 3 specii de animale. Situl a fost protejat și ca arie specială de conservare în ianuarie 2014.

## Biodiversitate
Situată în ecoregiunea continentală, aria protejată nu include niciun habitat protejat.
La baza desemnării sitului se află mai multe specii protejate de  nevertebrate (3): croitorul mare al stejarului (Cerambyx cerdo), rădașcă (Lucanus cervus), Osmoderma eremita.